# ジョニー・フリン (バスケットボール)
ジョニー・ウィリアム・フリン（Jonny William Flynn、1989年2月6日 - ）は、アメリカ合衆国・ニューヨーク州ナイアガラ・フォールズ出身のバスケットボール選手。NBAのミネソタ・ティンバーウルブズなどに所属していた。ポジションはポイントガード。

## 経歴

### カレッジ
シラキュース大学で2年間プレーし、2009年のNBAドラフトにアーリーエントリーすることを表明した。

### ミネソタ・ティンバーウルブズ
2009年6月25日に行われたNBAドラフトにて1巡目全体6位でミネソタ・ティンバーウルブズから指名された。
10月28日のニュージャージー・ネッツ戦でNBAデビューを果たして18得点、4リバウンド、2アシスト、2スティールを記録し、チームは95-93で辛勝した。12月14日のユタ・ジャズ戦で決勝点となるレイアップを含む28得点を記録し、チームは110-108で辛勝した。2010年1月18日のフィラデルフィア・76ers戦でキャリアハイとなる29得点を記録し、チームは延長戦の末に108-103で勝利した。このシーズン、フリンは新人選手ながら81試合に全て先発出場し、平均13.5得点、4.4アシスト、1.0スティールを記録し、オールルーキーセカンドチームに選出された。
2010-11シーズン開幕前に股関節の手術を行い、これにより大幅に出場時間を減らされることとなった。2年目のシーズン、フリンは53試合（内8試合先発）に出場し、平均5.3得点、3.4アシスト、0.6スティールに終わった。
2011年3月2日のデトロイト・ピストンズ戦でキャリアハイとなる14アシストを記録し、チームは116-105で勝利した。

### ヒューストン・ロケッツ
2011年のNBAドラフト当日に、ブラッド・ミラー、同ドラフトの全体23位指名権（後のニコラ・ミロティッチの交渉権）、全体38位指名権（後のチャンドラー・パーソンズの交渉権）とのトレードで、ドナタス・モティエユーナスと共にヒューストン・ロケッツへ移籍した。

### ポートランド・トレイルブレイザーズ
2012年3月15日にマーカス・キャンビーとのトレードで、ハシーム・サビート、2012年のドラフト2巡目指名権（後のウィル・バートンの交渉権）と共にポートランド・トレイルブレイザーズへ移籍した。
10月1日にデトロイト・ピストンズとの契約に合意したが同月22日に解雇された。

### メルボルン・タイガース
11月5日にNBLのメルボルン・タイガースとの契約に合意した。数日後のアデレード・36ers戦でNBLデビューを果たして12得点、8リバウンド、7アシストを記録し、チームは96-66で勝利した。
2013-14シーズン開幕前にインディアナ・ペイサーズとロサンゼルス・クリッパーズの一員としてサマーリーグに参加したものの、その後にNBAに戻ってくることはなかった。

### オルランディーナ・バスケット
2013年9月にCBAの四川金強ブルーホエールズへ加入したが、怪我のために1ヶ月でチームを離脱した。
2014年8月30日にシチリアに拠点を置くオルナンディーナ・バスケットとの契約に合意したが、2試合に出場した後に負傷のためにチームを離れた。

## 個人成績

### NBA

#### レギュラーシーズン
| シーズン | チーム | GP  | GS | MPG  | FG%  | 3P%  | FT%  | RPG | APG | SPG | BPG | PPG  |
| -------- | ------ | --- | -- | ---- | ---- | ---- | ---- | --- | --- | --- | --- | ---- |
| 2009–10  | MIN    | 81  | 81 | 28.9 | .417 | .358 | .826 | 2.4 | 4.4 | 1.0 | .0  | 13.5 |
| 2010–11  | MIN    | 53  | 8  | 18.5 | .365 | .310 | .762 | 1.5 | 3.4 | .6  | .1  | 5.3  |
| 2011–12  | HOU    | 11  | 0  | 12.3 | .293 | .222 | .786 | .7  | 2.5 | .3  | .1  | 3.4  |
| 2011–12  | HOU    | 18  | 1  | 15.6 | .378 | .320 | .720 | 1.7 | 3.8 | .2  | .1  | 5.2  |
| 通算     | 通算   | 163 | 90 | 22.9 | .400 | .338 | .809 | 1.9 | 3.9 | .7  | .0  | 9.2  |